# Łukasz Kuczyński
Łukasz Kuczyński (Sokółka, 23 giugno 1999) è un pattinatore di short track polacco.

## Biografia
Ha rappresentato la Polonia ai Giochi olimpici invernali di Pechino 2022, dove si è classificato 11º nella staffetta mista 2000 m, con i connazionali Nikola Mazur, Kamila Stormowska e Michał Niewiński.
Agli europei di Danzica 2023 ha vinto la medaglia di bronzo nella staffetta 5000 metri, gareggiando con Paweł Adamski, Michał Niewiński e Diané Sellier.

## Palmarès
- Mondiali

Rotterdam 2024: bronzo nella staffetta 5000 m;
Pechino 2025: bronzo nella staffetta mista 2000 m;
- Europei

Danzica 2023: bronzo nella staffetta 5000 m;
Danzica 2024: argento nella staffetta mista 2000 m; bronzo nella staffetta 5000 m;
Dresda 2025: argento nella staffetta 5000 m; bronzo nella staffetta mista 2000 m;